# Топонимия Греции

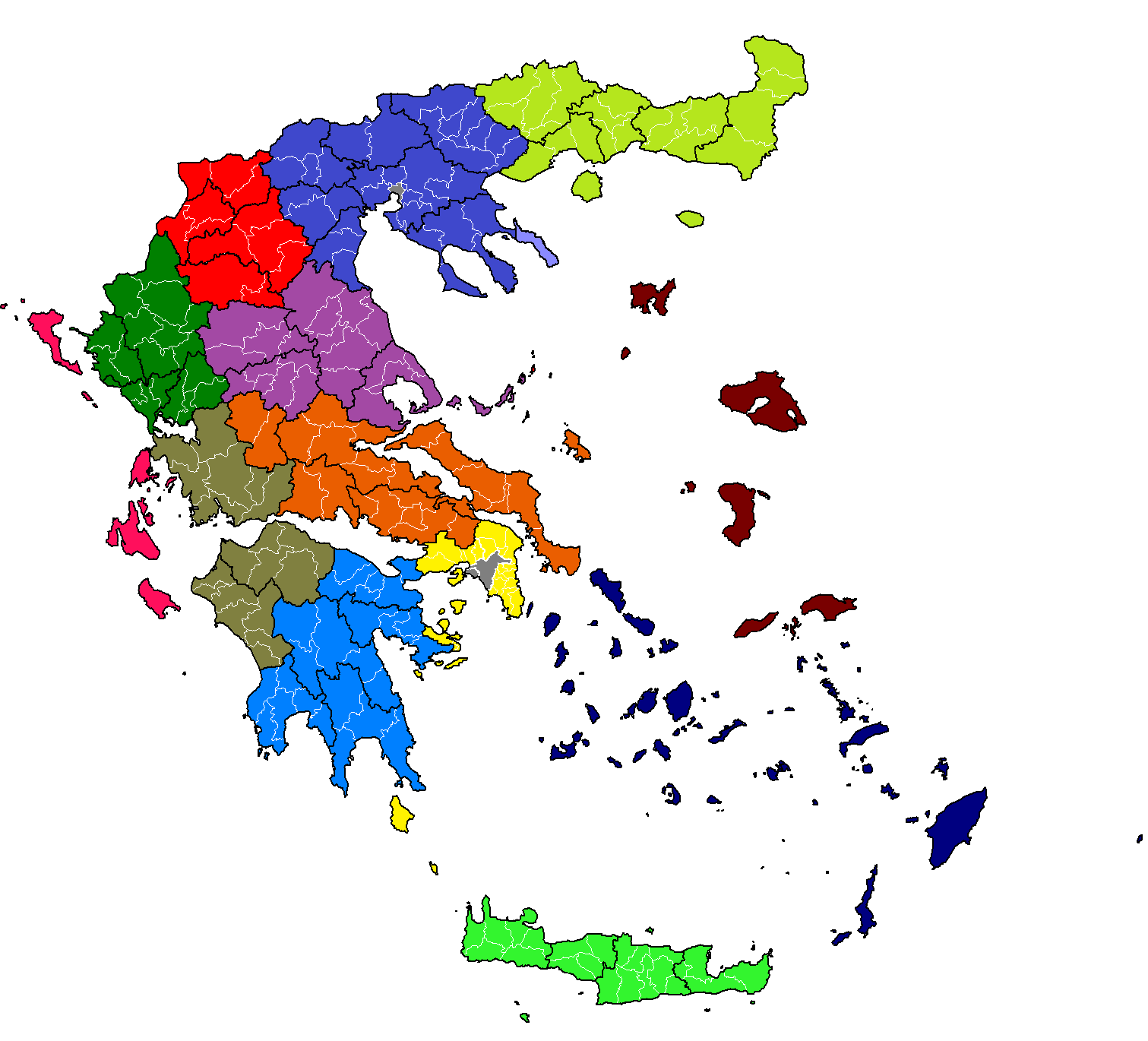
Административное деление Греции

Топонимия Греции — совокупность географических названий, включающая наименования природных и культурных объектов на территории Греции. Структура и состав топонимии страны обусловлены её географическим положением, этническим составом населения и богатой историей.

## Название страны
Название «Греция» имеет латинское происхождение и в греческом языке не используется. Самоназвание греками своей страны — «Эллада» (греч. Ελλάδα МФА: [eˈlaða]о файле) или «Эллас». Изначально название области в южной Фессалии — Фтиотиде, постепенно распространилось на всю Грецию. С принятием термина эллин общим для обозначения всех греков, название Эллада стало собирательным именем для всей материковой Греции, а затем и всей Греции, включая архипелаги, острова и области в Малой Азии (в противоположность исторической Великой Греции, расположенной в Южной Италии).
С момента провозглашения независимости в 1821 году современное греческое государство существовало под разными официальными названиями, менявшимися главным образом в силу смены политического режима.
- 1821-28: «Временная администрация Греции» (греч. Προσωρινή Διοίκησις τῆς Ἑλλάδος) — использовалось временным правительством Греции до международного признания греческой автономии (и последующей независимости) согласно Лондонскому протоколу 1828 года[англ.];
- 1828-32: «Греческое государство» (греч. Ἑλληνική Πολιτεία) — использовалось при руководстве Иоанна Каподистрии. Иногда объединяется с предыдущим периодом под общим названием «Первая греческая республика»;
- 1832—1924: «Королевство Греция» (греч. Βασίλειον τῆς Ἑλλάδος) — принято после того, как Греция была объявлена монархией на Лондонской конференции 1832 года; сохранялось до отмены монархии 25 марта 1924 года;
- 1924-35: «Греческая республика» (греч. Ἑλληνική Δημοκρατία) — известна как «Вторая греческая республика», существовала с 1924 года до 10 октября 1935 года, когда переворот Георгиоса Кондилиса привёл к восстановлению монархии;
- 1935-73: «Королевство Греции» (греч. Βασίλειον τῆς Ἑλλάδος) — от восстановления монархии в 1935 году до его отмены режимом «чёрных полковников» 1 июня 1973 года. В период с 1941 по 1944 годы использовался для обозначения греческого правительства в изгнании;
- 1941-44: «Греческое государство» (греч. Ἑλληνική Πολιτεία) — название, использовавшееся коллаборационистским правительством Греции во время оккупации страны нацистской Германией во время Второй мировой войны;
- 1973 год — настоящее время: «Греческая республика» (греч. Ελληνική Δημοκρατία)[4]. — от упразднения монархии военной хунтой до настоящего времени. При этом режим Третьей греческой республики официально начинается в 1974 году после падения хунты и возвращения демократического правления.

## Формирование и состав топонимии
В Греции многие топонимы имеют догреческое происхождение (из языка пеласгов и иных древних этносов) — Эгейское море, Олимп, Парнас, Пелопоннес, Коринф, Афины, Лариса и т. д. Собственно греческие топонимы хорошо объясняются из древнего и современного греческого языка, например, Босфор — «бычий брод».
Специфика топономикона Греции обусловлена особенностями географии страны. Территория страны состоит из трёх частей:
- материковая Греция, в состав которой входят Македония, Фракия, Эпир, Фессалия и Центральная Греция;
- Пелопоннес — крупнейший полуостров Греции и очаг древнейшей цивилизации Европы;
- острова Эгейского моря.

Название Македонии (за границами Греции часто используется термин Греческая Македония, а также термины Эгейская Македония или Беломорская Македония, которые используют в основном северные соседи Греции) происходит от названия исторической области Македония, где в VI—VII вв. расселилась часть южных славян. Греческий географ Страбон (I век н. э.) считал, что название «Македония» — от древнегреческого личного имени племенного предводителя Македона («высокий, стройный»). Сейчас это объяснение считают плодом народноэтимологического осмысления непонятного названия. По оценкам Е. М. Поспелова, более вероятно образование названия местности от этнонима, в основе которого допускается иллирийское maketia «скот», но нельзя также исключать возможность образования этнонима от имени вождя Македона. С 1991 по 2019 годы между Грецией и бывшей югославской Республикой Македонией был спор относительно именования суверенного государства Республика Македония со столицей в Скопье. Греческая сторона полагала, что название нового государства является узурпацией имени её исторической провинции и что идеологема македонизма несёт с собой фальсификацию истории и необоснованные идеи ирредентизма. Спор был урегулирован в 2019 году, когда страну официально переименовали в Республику Северная Македония.
Пелопоннес (греч. Πελοπόννησος, МФА: [pɛlɔˈpɔnisɔs], Пелопонисос) — этимология названия неясна. На мифологической основе объясняется как «остров Пелопса»: несос — «остров» (полуостров соединён с материком
лишь узким перешейком), а Пелоп — мифический сын Тантала, со временем ставший властителем всего полуострова, получившего название от его имени. Со средневековья и до XIX века употреблялось также название Морея от греческого морея — «шелковица, тутовое дерево».
Особое место в топономиконе Греции занимают инсулонимы. Острова Греции, общая численность которых превышает 3 тысячи, делятся на 5 групп:
- Крит — крупнейший остров Греции. Название «Крит» впервые зафиксировано в XV веке до н. э. в микенских текстах, написанных линейным письмом Б, в вариантах ke-re-te (* Krētes; позднее греческое Κρῆτες, множественное от Κρής[11]), ke-re-si-jo (* Krēsijos; позднее греческое:Κρήσιος[12]). В древнегреческом языке название «Крит» (Κρήτη) впервые появляется в «Одиссее» Гомера[13].
- Ионические острова — получили своё название от одноимённого моря, которое, вероятно, получило своё название от этнонима ионийцев — древнегреческого племени, которые в XI—IX веках до н. э. колонизировали Ионию, а VIII—VI веках до н. э. основали поселения на Кефалинии и других островах западного побережья Греции[14]. Некоторые авторы связывают название моря с Ио, которая переплыла его после того, как была превращена в белую корову Зевсом или его женой[15].
- Северные Эгейские острова — от названия Эгейского моря; древнегреческая мифология связывает название моря с именем афинского царя Эгея, который бросился со скалы в море, решив, что его сын Тесей погиб на Крите, убитый Минотавром[16]. Крупнейший остров — Лесбос (греческое «лесной»[17]);
- Северные Спорады — в античное время Спорады (греч. Σποράδες — «рассеянные») — название островов Эгейского моря, не входящих в Киклады (см.)[18]. По-видимому, характер расположения островов сделал их название синонимом случайности, что привело к использованию этого термина в других науках, например, в теории групп (спорадическая группа);
- Киклады (греческое «расположенные кругом»[17]) — находятся в центре Эгейского моря;
- Додеканес — группа островов, расположенных на юге Эгейского моря, у берегов Турции, иногда также их называют Южными Спорадами, крупнейший остров — Родос (греческое «роза»[17]).

Что касается внутренних гидронимов, самая длинная река Греции — Альякмон, название от άλας (соль, море) и άκμων (наковальня). В греческой мифологии Галиакмон (др.-греч. Ἁλιάκμων) был одним из речных богов. Турецкое название реки — Индже-Карасу (тур. İnce Karasu, «узкая чёрная вода»), восточно-южнославянское название — Бистрица (болг. Бистрица), которое до сих пор используется в Болгарии и Северной Македонии. Другая крупная река — Эврос (самое раннее известное название реки — Εύρος, Алкман, VII—VI века до н. э.). Индоевропейское *ewru и древнегреческое εύρύs означало «широкий». Река Нестос в античной географии была известна как Несс (др.-греч. Νέσσος) или Нест (Νέστος). Фукидид утверждал, что реки Оский (Искыр), Несс и Гебр (Эврос) стекали с необитаемой, великой горы, которая примыкает к горам Родопы. Река Стримон упоминается Гесиодом в «Теогонии» в списке самых важных рек, по Гесиоду, они все были детьми Океана и его родной сестры Тефии.
Что касается ойконимов, крупнейшие города страны имеют названия преимущественно греческого происхождения:
- Афины — название предположительно связывают с языком пеласгов, где оно значило «холм, возвышенность». Греками название было переосмыслено и связано с культом богини Афины[27]. В древности имя «Афины» стояло во множественном числе — Ἀθῆναι [atʰɛ̑ːnaɪ]. В 1970-х годах, с отказом от кафаревусы, единственное число — Αθήνα [aˈθina] — стало официальным. Согласно правилам передачи греческих названий, на русском языке должно было записываться как Атина, но форма Афины относится к числу официально утверждённых традиционных названий[28]);
- Салоники — по имени сестры Александра Македонского Фессалоники[17];
- Патры — согласно легенде, предводитель ахейцев Превген объединил три города Арою[греч.], Месатис[греч.] и Антию[греч.] и назвал город в честь своего сына Патрея[греч.][29];
- Ираклион — название Herâkleion присвоено в античную эпоху в честь Геракла, сына Зевса[30];
- Лариса — название Larisa на языке пеласгов — «укреплённый город, крепость»[31];
- Волос — по одной из версий, название представляет собой искажённое Иолк (Ιωλκός). Цопотос (Τσοποτός) считал, что «Волос» означает место и способ заброса сети и происходит от греч. βολή «выстрел», а Голос (Γόλος) является вариантом Волоса[32]. Атос Трингонис (Άθως Τριγκώνης) считал, что «Голос» происходит от славянского «голъ» (голый) или «гласъ» (голос) в значении совет управляющих[33]. Эту версию разделяли историк Янис Кордатос (Γιάννης Κορδάτος)[34] и лингвист Георгиос Хадзидакис[35];
- Ахарне (до апреля 1915 года назывался Мени́дион (Μενίδιον)[36]) — название от дема Ахарне[англ.], входившего в состав древних Афин;
- Янина — название, вероятно, является искажением Agioannina или Agioanneia, «места Святого Иоанна», и связано с основанием монастыря, посвящённого святому Иоанну Крестителю, вокруг которого возникло поселение[37]. Согласно другой теории, город был назван в честь Янины, дочери византийского полководца Велизария[38][39].

## Топонимическая политика
Вопросами топонимической политики в Греции занимается Национальный комитет по географическим названиям, воссозданный в 2012 году.